# Regierung Erlander II

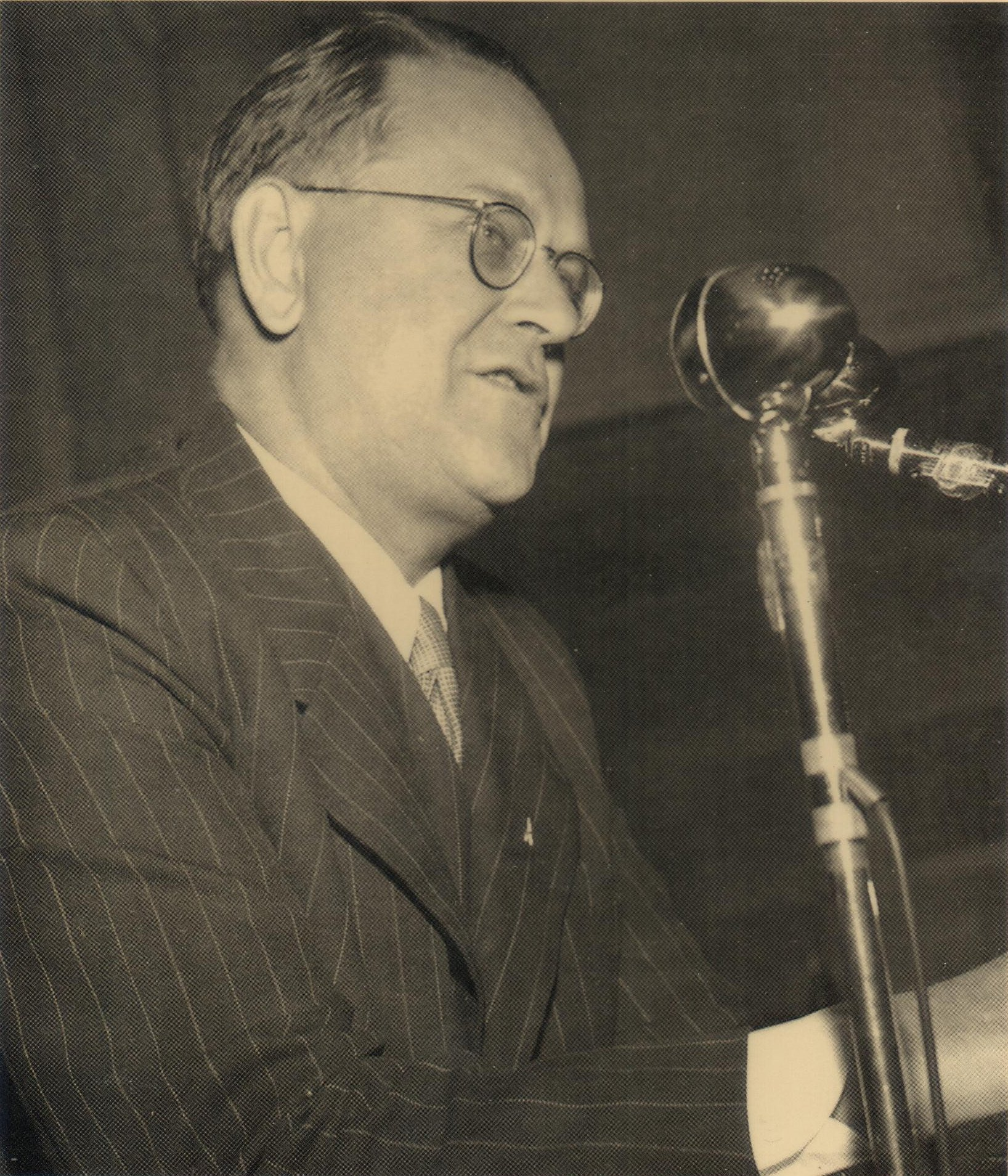
Tage Erlander (1952)

Die Regierung Erlander II wurde in Schweden am 1. Oktober 1951 durch Ministerpräsident Tage Erlander von der Schwedischen Sozialdemokratischen Arbeiterpartei SAP (Sveriges socialdemokratiska arbetareparti) gebildet und löste die Regierung Erlander I ab. Sie blieb bis zum 31. Oktober 1957 im Amt und wurde danach durch die Regierung Erlander III abgelöst. Erlanders SAP gewann zwar die meisten Sitze bei den Wahlen zum Schwedischen Reichstag am 21. September 1952 sowie 16. September 1956, bildete aber eine Mitte-links-Koalition mit dem Bauernverband BF (Bondeförbundet).

## Minister
Dem Kabinett gehörten folgende Minister an:
| Amt                                                | Name                                             | Partei | Beginn der Amtszeit                                  | Ende der Amtszeit                                     |
| -------------------------------------------------- | ------------------------------------------------ | ------ | ---------------------------------------------------- | ----------------------------------------------------- |
| Ministerpräsident                                  | Tage Erlander                                    | SAP    | 1. Oktober 1951                                      | 31. Oktober 1957                                      |
| Außenminister                                      | Östen Undén                                      | SAP    | 1. Oktober 1951                                      | 31. Oktober 1957                                      |
| Justizminister                                     | Herman Zetterberg Ingvar Lindell                 | SAP    | 1. Oktober 1951 1. Oktober 1957                      | 1. Oktober 1957 31. Oktober 1957                      |
| Verteidigungsminister                              | Torsten Nilsson Sven Andersson                   | SAP    | 1. Oktober 1951 22. März 1957                        | 22. März 1957 31. Oktober 1957                        |
| Sozialminister                                     | Gunnar Sträng John Ericsson Torsten Nilsson      | SAP    | 1. Oktober 1951 12. September 1955 23. März 1957     | 12. September 1955 23. März 1957 31. Oktober 1957     |
| Kommunikationsminister                             | Sven Andersson Sture Henriksson Gösta Skoglund   | SAP    | 1. Oktober 1951 22. März 1957 22. April 1957         | 22. März 1957 22. April 1957 31. Oktober 1957         |
| Finanzminister                                     | Per Edvin Sköld Gunnar Sträng                    | SAP    | 1. Oktober 1951 12. September 1955                   | 12. September 1955 31. Oktober 1957                   |
| Unterrichtsminister                                | Ivar Persson                                     | BF     | 1. Oktober 1951                                      | 31. Oktober 1957                                      |
| Landwirtschaftsminister                            | Sam B. Norup Bernhard Näsgård Nils G. Hansson    | BF     | 1. Oktober 1951 1. Februar 1957 8. Juli 1957         | 1. Februar 1957 8. Juli 1957 31. Oktober 1957         |
| Handelsminister                                    | John Ericsson Gunnar Lange                       | SAP    | 1. Oktober 1951 12. September 1955                   | 12. September 1955 31. Oktober 1957                   |
| Innenminister                                      | Gunnar Hedlund                                   | BF     | 1. Oktober 1951                                      | 31. Oktober 1957                                      |
| Zivilminister                                      | John Lingman Gunnar Lange Sigurd Lindholm        | SAP    | 1. Oktober 1951 30. November 1954 12. September 1955 | 30. November 1954 12. September 1955 31. Oktober 1957 |
| Minister ohne Geschäftsbereich beim Justizminister | Nils Quensel Ingvar Lindell Ragnar Edenman       | SAP    | 1. Oktober 1951 31. Oktober 1951 28. September 1957  | 31. Oktober 1951 20. September 1957 31. Oktober 1957  |
| Minister ohne Geschäftsbereich beim Justizminister | Gunnar Danielson Allan Nordenstambr>Herman Kling | SAP    | 1. Oktober 1951 31. März 1952 1. Februar 1957        | 31. März 1952 1. Februar 1957 31. Oktober 1957        |
| Minister ohne Geschäftsbereich beim Außenminister  | Dag Hammarskjöld Ulla Lindström                  | SAP    | 1. Oktober 1951 4. Juni 1954                         | 8. April 1953 31. Oktober 1957                        |
| Minister ohne Geschäftsbereich                     | Hjalmar Nilson Lars Eliasson                     | BF     | 1. Oktober 1951 1. Februar 1957                      | 1. Februar 1957 31. Oktober 1957                      |